# ATP Esercizio
ATP Esercizio è una società a responsabilità limitata soggetta a direzione e coordinamento di AMT Genova che detiene la maggioranza del suo capitale sociale. 

È stata concessionaria del trasporto pubblico nei 67 comuni della città metropolitana di Genova nonché in altri comuni delle confinanti province di Savona (Varazze, Urbe), della Spezia (Maissana, Varese Ligure, Carro, Deiva Marina, Framura, Bonassola, Levanto), di Piacenza (Ottone), Parma (Bedonia) e Alessandria (Arquata Scrivia) fino al 31 dicembre 2020.

## Storia
Nel 2012 venne fondata ATP Esercizio S.r.l. che inizialmente aveva come unico socio la ATP Azienda Trasporti Provinciali S.p.A. La nuova società subentrò come gestore del servizio mentre le rimesse rimasero di proprietà della controllante. Nel 2016 la capogruppo ATP cedette parte delle azioni a SMC Esercizio S.c.a.r.l.: le stesse furono successivamente cedute ad Autoguidovie S.p.A. e il capitale della società risultava appartenere per il 51,54% alla capogruppo ATP e per il restante 48,46% ad Autoguidovie S.p.A..

### Incorporazione di ATP Esercizio in AMT
L'11 ottobre 2019 un progetto di fusione per incorporazione di ATP Esercizio in AMT, già approvato dal Comune e dalla Città Metropolitana di Genova, non è stato portato a termine per l'opposizione del socio di minoranza Autoguidovie S.p.A..
Nel 2020 la Città Metropolitana di Genova ha deliberato l'affidamento diretto alla controllante AMT del servizio di trasporto del lotto 2 (comprendente le linee extraurbane e quelle urbane nei comuni diversi dal capoluogo); dal 1º gennaio 2021, dopo che il Consiglio di Stato aveva respinto una richiesta di sospensiva presentata dal socio privato Autoguidovie, i mezzi e il personale di ATP esercizio sono passati ad AMT.

## Azienda

### Capitale sociale
Il capitale sociale è così ripartito:
- AMT S.p.A.: 51,54%
- Autoguidovie S.p.A.: 48,46%

## Curiosità
- L'ATP possedeva alcuni esemplari particolari come i Menarini 220 interurbani e 2 BredaMenarinibus 220 LS carrozzati BredaBus;
- L'ATP ha posseduto fino al 19 Luglio 2021 (data del suo invio alla demolizione) il primo esemplare del modello BredaMenarinibus Monocar 240 (immatricolato e venduto solamente nell'aprile 2003), nella versione NU a 3 porte, assegnato al deposito di Rapallo e con il numero sociale n.2406. Il suo numero di telaio, visibile tramite il controllo della targa CD609LN, è il seguente: ZCM2402N000028173;
- Negli anni 1990, come altre aziende, la Tigullio Trasporti aveva venduto una parte dei propri mezzi datati presso alcuni paesi dell'Africa;
- Alcuni mezzi dell'ATP (in particolar modo quelli della ex Tigullio Trasporti) hanno svolto servizio anche sotto insegne di altre aziende italiane, come, per esempio, la Fratarcangeli di Frosinone che possedeva un Iveco 316 Portesi (ex 184) e uno Viberti (ex 127), un Fiat 306 Cameri (ex 309, tenuto come mezzo storico dell'azienda a Sora) e 2 Inbus I210 (ex 801-802). Anche alcuni 418 Portesi VS880, sempre dell'azienda tigullina, sono stati venduti ad altre aziende: un esempio è la ex 356 che ha svolto servizio sotto le insegne della TarantolaBus presso l'isola di Favignana (Trapani);
- Le vetture ex AMT poi passate ad ALI 232 (Iveco 316 Portesi), 155 (Fiat 314/3 Dallavia) e 331 (Fiat 370.12 Cameri) sono conservate come mezzi storici da privati, mentre la 118 (Iveco 315 Orlandi ex Ferrovia Genova-Casella prima di passare ad ATP) è conservata dall'Associazione Fitram. Un Fiat 314 Cansa ex Tigullio Trasporti 106 è ancora presente nel parco mezzi del Museo nazionale dei trasporti parte gommata;
- L'ATP è tra le prime aziende ad aver acquistato dei BredaMenarinibus Lander (6 esemplari).
- Oltre alla già citata 118, anche il Menarini 110 LI vettura 371 ha fatto parte del parco mezzi della Ferrovia Genova - Casella prima di passare ad AMT Extra e poi ad ATP.
- Il cambio di numerazione a 4 cifre è dovuto anche al fatto che nel parco ATP erano presenti non pochi mezzi con lo stesso numero di matricola: un esempio particolare sono state le quattro vetture numerate 148-149 (2 della ex AMT e 2 della ex Tigullio). Tutte e quattro sono modelli Iveco 316 Viberti interurbani, con la sola differenza delle posizioni delle porte di servizio agli estremi come per gli urbani per le ex Tigullio.